# Чемпионат России по греко-римской борьбе 2019
Чемпионат России по греко-римской борьбе 2019 года прошёл в Калининграде 17-21 января.

## Медалисты
| Категория | Золото            | Серебро            | Бронза                             |
| --------- | ----------------- | ------------------ | ---------------------------------- |
| до 55 кг  | Виталий Кабалоев  | Виктор Ведерников  | Василий Топоев Анвар Аллахьяров    |
| до 60 кг  | Жамболат Локьяев  | Дмитрий Люстрицкий | Мингиян Семёнов Садык Лалаев       |
| до 63 кг  | Марат Гарипов     | Алексей Тадыкин    | Рубен Минасян Артур Сулейманов     |
| до 67 кг  | Алексей Киянкин   | Заур Кабалоев      | Ален Мирзоян Назир Абдулаев        |
| до 72 кг  | Абуязид Манцигов  | Адам Курак         | Чингиз Лабазанов Магомед Ярбилов   |
| до 77 кг  | Роман Власов      | Ислам Опиев        | Рамазан Абачараев Ираклий Каландия |
| до 82 кг  | Александр Комаров | Вааг Маргарян      | Адлан Акиев Милад Алирзаев         |
| до 87 кг  | Давит Чакветадзе  | Сосруко Кодзоков   | Бекхан Оздоев Алан Остаев          |
| до 97 кг  | Никита Мельников  | Александр Головин  | Кантемир Магомедов Данила Сотников |
| до 130 кг | Виталий Щур       | Рафаэль Цицуашвили | Зураб Гедехаури Алексей Гришин     |